# Saint-Cassien (Dordogna)
Saint-Cassien è un comune francese di 31 abitanti situato nel dipartimento della Dordogna nella regione della Nuova Aquitania.

## Società

### Evoluzione demografica
Abitanti censiti